# Wojna trojańska
Wojna trojańska – według Homera i antycznych historyków dziesięcioletnie oblężenie Troi przez Achajów. Mitycznym powodem konfliktu było porwanie Heleny, żony króla Sparty Menelaosa, przez trojańskiego księcia Parysa, syna króla Priama. Menelaos odwołał się do pomocy swego brata Agamemnona, króla Argos i Myken oraz wszystkich książąt achajskich. Na leżącą w Anatolii i dotąd niezdobytą Troję na okrętach wyruszyli wojownicy achajscy. Część wieloletnich zmagań o Troję opisał Homer w Iliadzie.

## Źródła
Głównymi źródłami do wojny trojańskiej pozostają dzieła Homera Iliada i Odyseja, spisane w VIII wieku p.n.e. Istnieje także wiele mitów, które później zostały połączone w poematy cykliczne.
Do spisania poematów Homer przypuszczalnie wykorzystał obszerny cykl ustnych narracji, odnoszących się do wojny trojańskiej. W starożytności istniały ponadto inne dzieła poświęcone wojnie trojańskiej, połączone w cykl trojański sześciu poematów (przetrwały 82 wiersze i późniejsze streszczenia u autorów starożytnych), który poszerzał Homerowy przekaz o wojnie:
1. Cypria Stasinosa z Cypru opisywały wydarzenia sprzed wojny – wesele Tetydy i Peleusa, sąd Parysa, porwanie przez niego Heleny i dziewięć lat wojny trojańskiej
2. Etiopida Arktinosa z Miletu – wydarzenia, które nastąpiły po pogrzebie Hektora, walce Pentezylei i Memnona przeciwko Achajom
3. Zburzenie Ilionu Arktinosa z Miletu – zdobycie miasta za pomocą drewnianego konia
4. Mała Iliada Leschesa z Pyrry podobnie, jak Zburzenie Illionu, opowiadała o zdobyciu Troi
5. Powroty Hagiasa z Trojzenu – o powrotach bohaterów do domów po zakończeniu wojny (ten sam wątek poruszał utracony poemat Eumelosa z Koryntu)
6. Telegonia Eugammona z Cyreny – o śmierci Odysa i wędrówkach jego syna Telegonosa[4][5].

## Datowanie

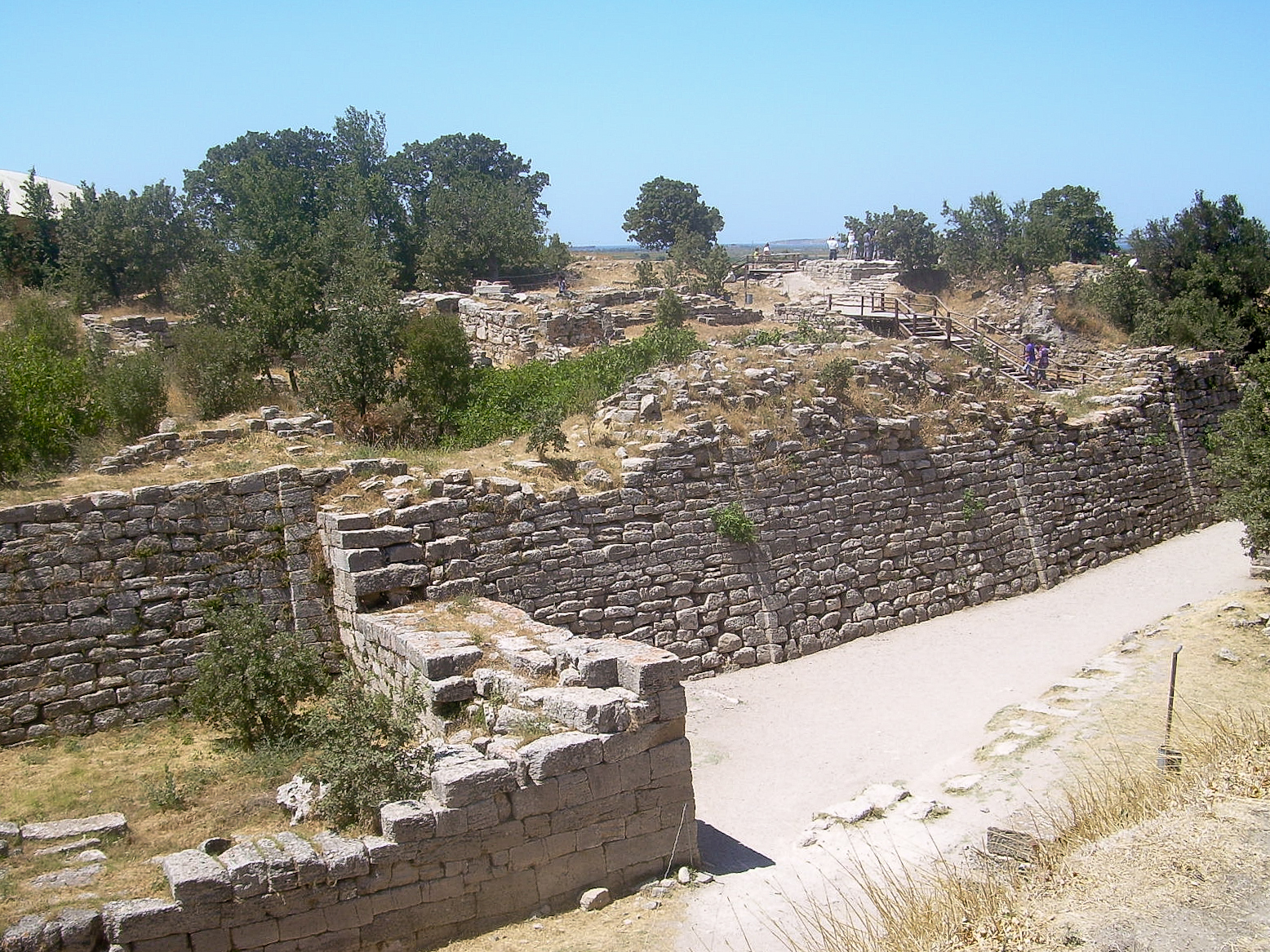
Mury Troi VIIA

Na podstawie badań źródeł pisanych starożytnych autorów wojna trojańska miała miejsce w XIII–XII wieku p.n.e.:
- 1280 p.n.e. – Herodot,
- 1220–1200 p.n.e. – Tukidydes,
- 1184 p.n.e. Eratostenes[2]

Wykopaliska archeologiczne wykazały, że ciągłość osadnicza i kulturowa Troi obejmuje lata ok. 3000–1200 p.n.e. (warstwy archeologiczne: I – najstarsza, VIIA – najmłodsza). Pozostałości osad obwarowanych potężnymi murami odkryto w warstwach VI (datowanej na lata około 1800–1300 p.n.e.) i VIIA (około 1300–1200 p.n.e.). Nie znaleziono śladów zburzenia Troi VI wskutek jej zdobycia przez najeźdźców, najprawdopodobniej ulegała zniszczeniu podczas trzęsienia ziemi i niemal od razu została odbudowana (warstwa VIIA). Troja VIIA natomiast została zniszczona przez ludzi. Podczas wykopalisk odnotowano ślady pożaru i dużą ilość pitosów na zboże, oliwę i wino, co może świadczyć o tym, że mieszkańcy, spodziewając się długiego oblężenia, gromadzili zapasy żywności. Troja VIIA prawdopodobnie przestała istnieć przed 1200 rokiem p.n.e. – w drugiej połowie XIII wieku p.n.e., co było związane z wyprawami zdobywczymi i ekspansją Achajów utożsamianych z kulturą mykeńską oraz zbiegło się w czasie ze zniszczeniem szeregu miast przybrzeżnych w Azji Mniejszej i upadkiem państwa Hetytów.

## Tło historyczno-geograficzne

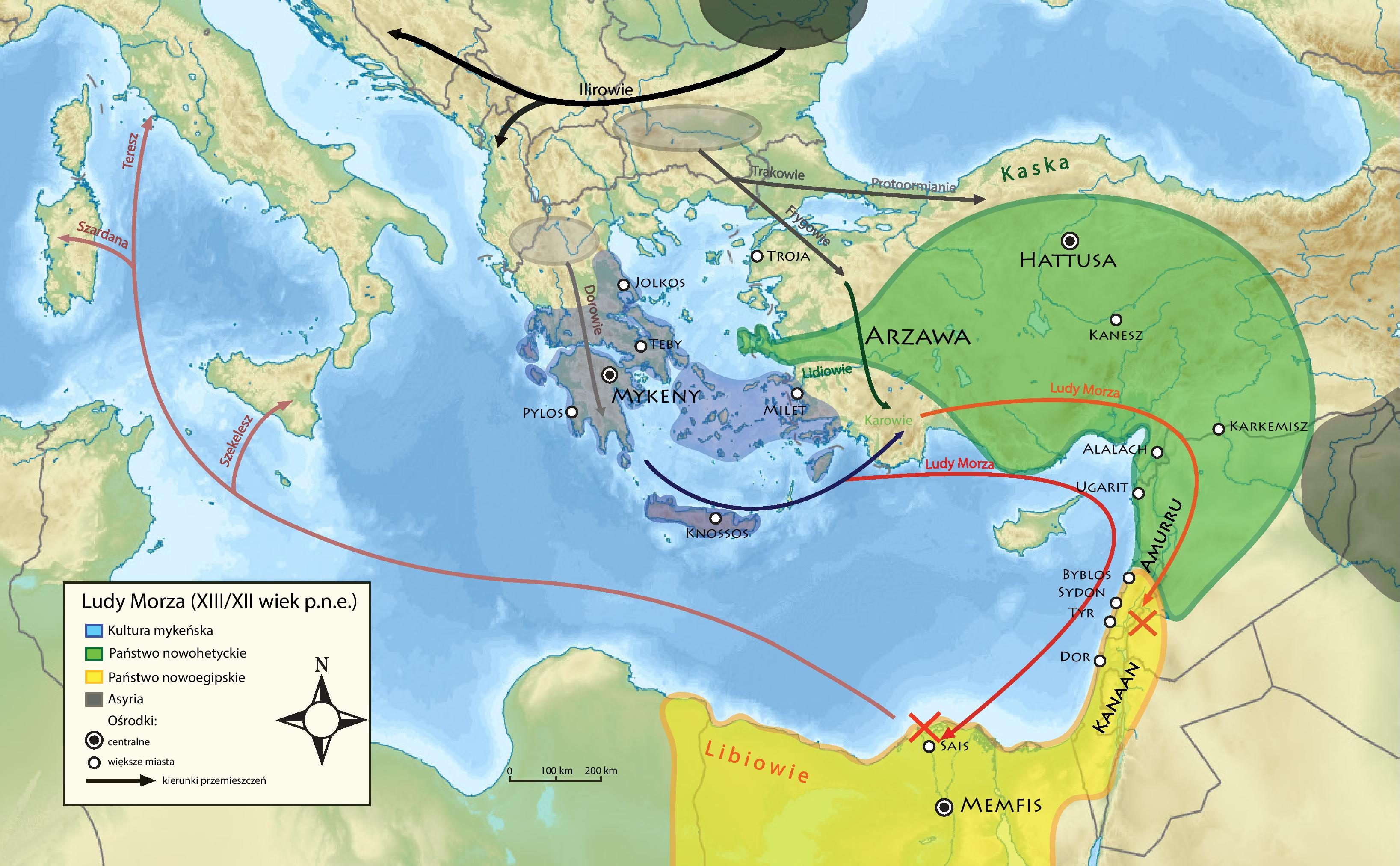
Kierunki wędrówek Ludów Morza w XIII wieku p.n.e.

Zgodnie z badaniami archeologicznymi położona w północno-zachodniej części Azji Mniejszej Troja była warowną twierdzą, co przetrwało w micie o udziale bogów w procesie budowania. Bogactwo Troi ściągało na siebie uwagę ludów ościennych. Przez dwa i pół tysiąca lat istnienia Troja była kilkakrotnie palona oraz burzona przez kataklizmy naturalne z racji swojego położenia w rejonie aktywnych ruchów sejsmicznych. Największy rozkwit Troi przypadł na potęgę państwa Hetytów (państwo nowohetyckie 1380–1200 p.n.e.), w którego archiwach osada figurowała prawdopodobnie jako Ta-ru-(u)-i-ša i KUR URU U̯iluša. Nie wiadomo, jakie stosunki polityczne łączyły Troję z Hetytami, jednak udało się dostrzec hetycki wpływ na mitologię grecką: motyw walki greckiego Zeusa z Tyfonem jest podobny do motywu walki hetyckiego boga burzy z wężem, a zaprzęganie do rydwanu Dejmosa (trwogi) i Fobosa (strachu) przez Aresa nawiązuje do zaprzęgu hetyckiego boga Słońca.
Hetyckie, egipskie i syryjskie źródła pisane z końca XIII wieku do pierwszej połowy XII wieku p.n.e. wzmiankują o inwazjach Ludów Morza na Bliskim Wschodzie. Prawdopodobnie pamięć o tych wędrówkach legła u podstaw mitu o wojnie trojańskiej, jednak geograficznie migracje nie odpowiadały opowieściom o Troi, bowiem kierunkiem, jaki obrały w tym okresie ludy morskie była nie Troja, tylko Egipt. Niemniej Homer w swoim dziele prawidłowo określił jedną ze stron ówczesnych konfliktów: nazwa Achajowie została przez badaczy utożsamiona z figurującym w dokumentach hetyckich plemieniem Ahhijawa, które utrzymywało związki z Hetytami. Nie wykluczone, że stolicami Ahhijawa były Mykeny, Milet i Troja.
W poezji Hezjoda pomiędzy epoką brązu i żelaza została wprowadzona epoka heroiczna (datowana na lata około 1250–1150 p.n.e.). Czyny bohaterskie znalazły swoje odzwierciedlenie w poematach i dramatach IX–V wieku p.n.e. Stosując analogię do podobnych przełomów kulturowych innych plemion starożytnego świata, można wywnioskować, że okres heroiczny zazwyczaj rozpoczynał się, gdy plemiona barbarzyńskie wdzierały się do bardziej rozwiniętego kulturowo kraju, którego istnienie chyliło się już ku upadkowi. Arystokracja najeźdźców zrywała więzy etniczne z własnym plemieniem i częściowo wchłaniała dorobek kulturowy podbitej cywilizacji. W Grecji helladzkiej epoka bohaterów rozpoczęła się w czasach schyłku kultury egejskiej. U Homera królowie achajscy byli niepiśmienni, niemniej w kręgach urzędniczych jeszcze przetrwała umiejętność pisma (np. sporządzanie inwentarzy w kancelariach pałacowych), stosowali pochówek ciałopalny, choć w kulturze egejskiej praktykowano pochówki ziemne, itd.

## Rozkład sił

Grecja homerycka

Druga księga Iliady zawiera przegląd okrętów achajskich (Katalog Achajów) i wojsk trojańskich (Katalog Trojan). I choć katalogi nie mają żadnego waloru artystycznego, dla odbiorców poematu prawdopodobnie stanowiły ważny element identyfikacji etnicznej.

### Katalog Trojan
W Katalogu Trojan zostały określone granice sięgania wpływów politycznych Troi: od góry Idy do południowo-wschodniej części Propontydy. Najdalej na zachód wpływy trojańskie sięgały do doliny Aksios w Macedonii, na południowy wschód – do ziem Halizonów, na południe – niektóre ludy Sardes, Licji i Miletu. Niektóre z nazw wymienionych w Katalogu Trojan zostały poświadczone w hetyckich i egipskich źródłach pisanych z XIV–XIII wieku p.n.e., np: Illioi, Dardanoi, Lukioi, Asios, itd. Tak rozległe wpływy polityczne Troi w zestawieniu z odkryciami archeologicznymi możliwe były w okresie istnienia Troi VIIA i przedstawiały sytuację historyczną właściwą dla XIII wieku p.n.e.

### Katalog Achajów
Katalog Achajów odzwierciedlał rozkład geopolityczny epoki brązu, gdy Mykeny, Tyryns i Pylos były stolicami potężnych państw. W czasach powstawania Iliady te miasta były już niewielkimi osadami. Prawdopodobnie treść katalogu powstała jako samodzielna pieśń w okresie wcześniejszym i została włączona w całości do dzieła Homera. Istniały przypuszczenia, że warstwy rządzące w Grecji archaicznej czy klasycznej mogły ingerować w treść katalogu, próbując uzasadnić swoje roszczenia terytorialne, jednak badania archeologiczne wskazują, że katalog nie uległ poważnym redakcjom od czasu swojego spisania.
W Katalogu Achajów została ukazana różnorodność polityczna świata mykeńskiego: uzbrojenie, genealogia przywódców Achajów i pochodzenie ich wojsk. Wojska Agamemnona zostały zgromadzone z żołnierzy, pochodzących z jedenastu skonsolidowanych w jeden organizm państwowy miast. Buprasion i Elidę natomiast łączyły luźniejsze więzy polityczne – ich wojskami dowodziło czterech dowódców. Ateny oddelegowały na wojnę 50 okrętów pod wodzą jednej osoby, natomiast Tesalia – 280 okrętów pod wodzą dziewięciu bohaterów.
Z nazw plemion można wywnioskować etap ich rozwoju cywilizacyjnego. Plemiona, nazwy których pochodziły od nazw miast lub wysp, przypuszczalnie stały na wyższym szczeblu rozwojowym (Ateńczycy, Rodyjczycy, Kreteńczycy). Część oddziałów nie miała własnych nazw i była określana jako ludzie Agamemnona, Diomedesa, itd. – czyli ich zależności polityczne wiązały się z osobą panującą. Niektórzy sojusznicy Achajów określano wprost plemionami, co oznaczało, że te grupy identyfikowały więzy plemienne, a nie przynależność do określonej lokalizacji. Nazwy plemion na potrzeby katalogu wzięto od obszarów, z których przybywały na wojnę (Fokijczycy, Lokrowie, Etolowie i in.). Ogółem wojska greckie, mimo swej różnorodności, nazywane były Achajami (najczęstsze określenie), Danaami i Argejczykami. Nazwa Achajowie pochodziła najprawdopodobniej z czasów, gdy władcy Ahhijawa utrzymywali kontakty z Hetytami. Określenie Danaów wywodziło się od założyciela dynastii w Argos (XV wiek p.n.e), natomiast Argejczykami mogli być nazywani poddani tej dynastii lub późniejsi zdobywcy Teb pod wodzą Adrastosa z Argos w wojnie Epigonów.

## Przyczyna wojny w mitologii greckiej
Zgodnie z mitologią grecką praprzyczyną wojny trojańskiej był wyrok Parysa. Eris, bogini niezgody, nie została zaproszona na zaślubiny Peleusa i Tetydy. W zemście rzuciła pod stół weselny jabłko z napisem: „Dla najpiękniejszej”. Najbardziej zagorzała kłótnia o tytuł najpiękniejszej wybuchła pomiędzy Herą, Afrodytą i Ateną. Bogowie, nie chcąc się w to mieszać, wyznaczyli na rozjemcę Parysa. Każda z bogiń usiłowała go przekupić. Wygrała Afrodyta, która obiecała mu najpiękniejszą kobietę ówczesnego świata – Helenę, królową spartańską, żonę Menelaosa.
Wojna trojańska toczyła się na dwóch płaszczyznach: ludzkiej – pod Troją i boskiej – na Olimpie. Podzieliła także bogów na dwa wrogie obozy, pomiędzy którymi ciągle wybuchały kłótnie.

### Płaszczyzna ludzka

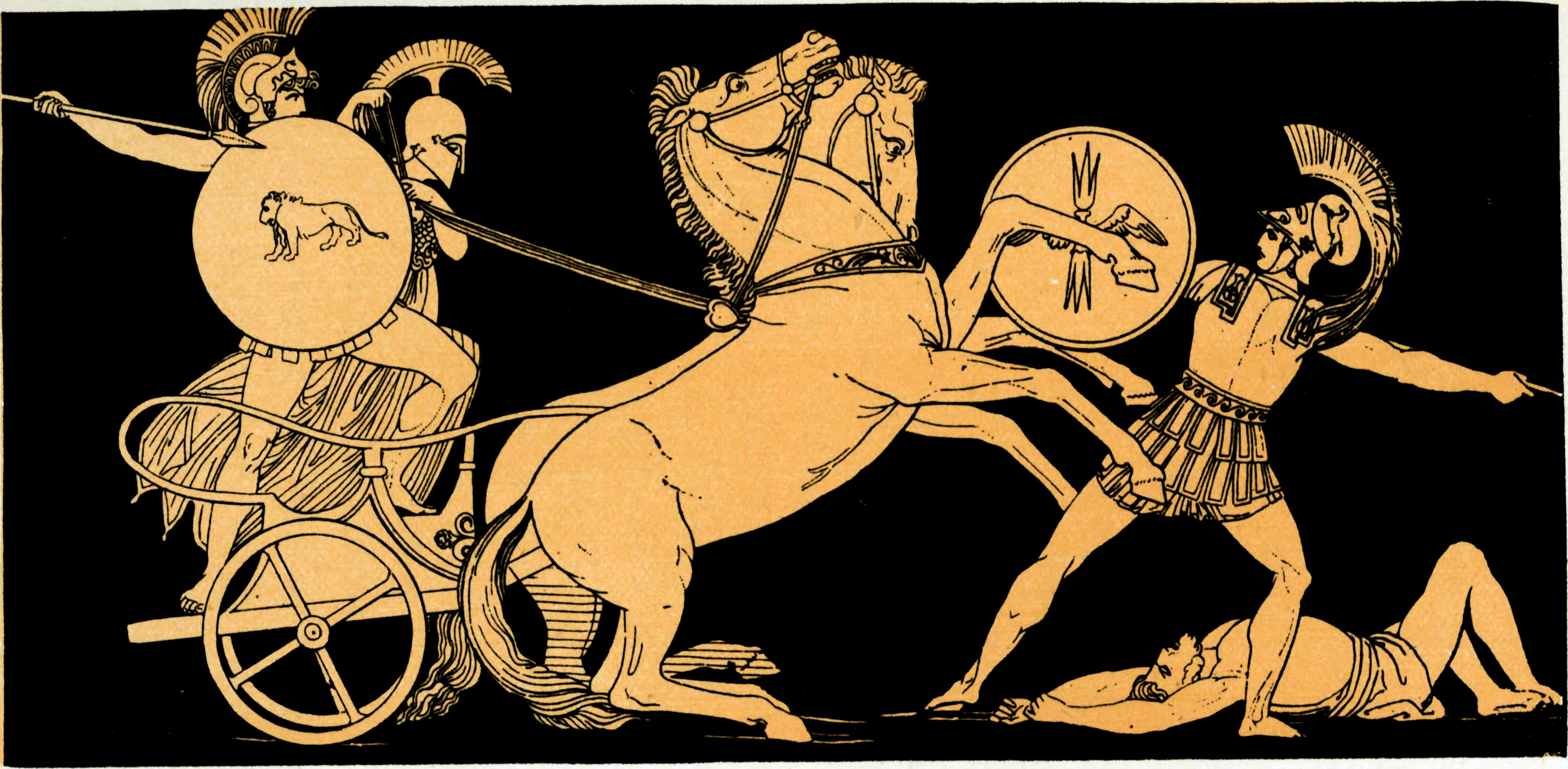
Diomedes rzuca włócznią w Aresa (ilustracja do Iliady z 1892 roku)

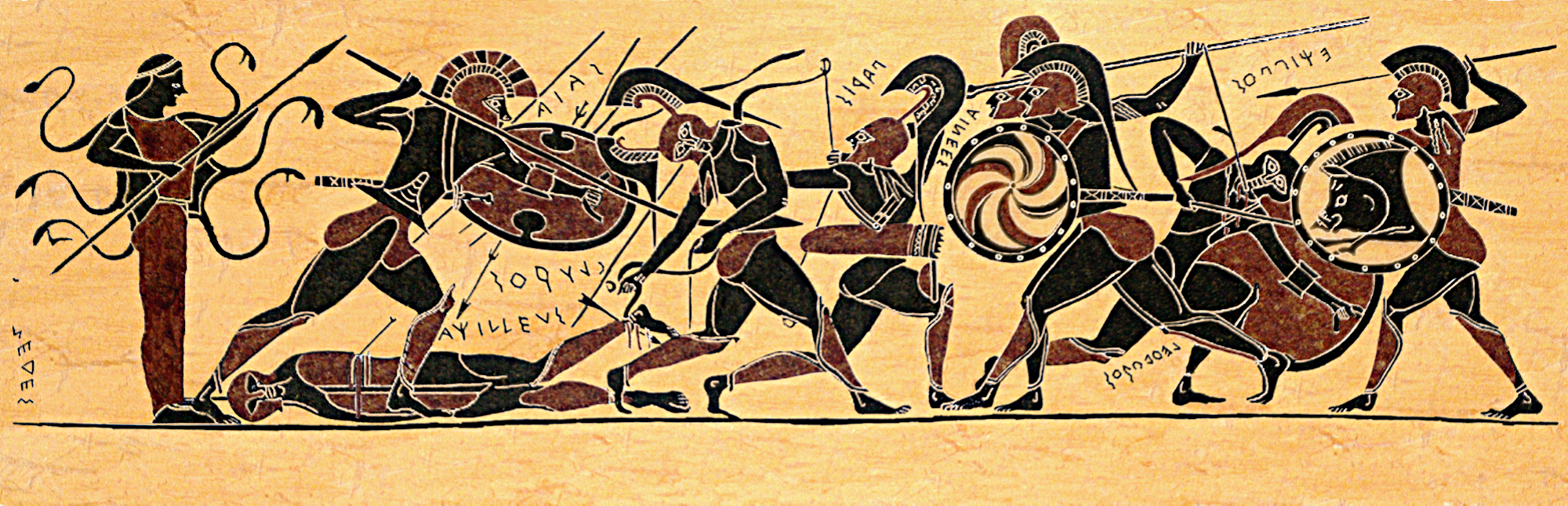
Bitwa nad ciałem Achillesa (rys. z zaginionej wazy greckiej z VI wieku p.n.e.)

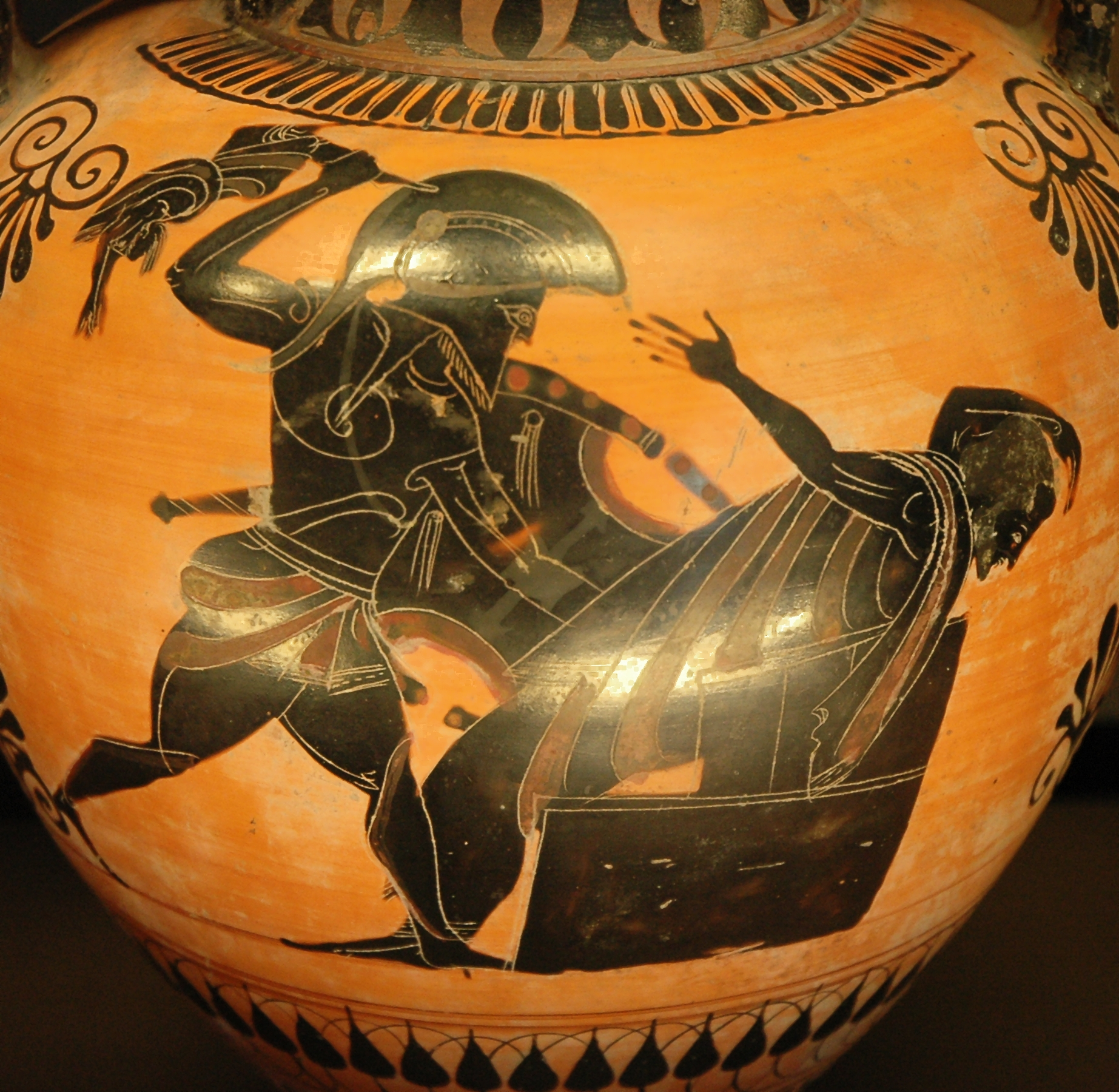
Zabicie Priama przez Neoptolemosa (scena z greckiej amfory)

Za najpopularniejszą przyczynę konfliktu uważano porwanie Heleny, żony Menelaosa, i obrabowanie skarbca Sparty przez Parysa, królewicza trojańskiego. Menelaos i jego brat Agamemnon, król Myken, zwołali do Aulidy stutysięczne wojsko i flotę liczącą 1186 statków. W niektórych mitach wojsko Achajów było dziesięciokrotnie większe niż wojsko Troi. Przed lądowaniem w Troadzie wysłano do Priama, króla Troi, poselstwo Odysa i Menelaosa z żądaniem wydania Heleny. Gdy to nie przyniosło skutku, zaczęły się działania zbrojne.
Achajowie rozbili obóz pod murami Troi i przez dziewięć lat plądrowali okolice, najeżdżając ziemie sojuszników Priama. Do przełomu w wojnie doszło w dziesiątym roku. Starcia pomiędzy Trojanami i Achajami trwały przez 41 dni. W opowieści Homera Trojanie pod dowództwem Hektora zaczęli ofensywę, gdy Achilles ze swoimi myrmidonami odmówił udziału w walce po tym, jak Agamemnon porwał jego niewolnicę Bryzeidę. Trojanie zaatakowali obóz grecki i podpalili flotę. Dopiero śmierć Patroklosa zmusiła Achillesa powrócić na pole bitwy i zabić Hektora, by dokonać zemsty za zabójstwo ukochanego. Na pomoc Trojanom przybyły Amazonki pod dowództwem królowej Pentezylei. W starciu z wojskiem Achillesa zostały jednak powstrzymane, a królowa zginęła. Niedługo potem Achilles został zabity strzałą Parysa.
Decydującym przełomem w walkach stało się zasilenie szeregów Achajów przez Filokteta z Lemnos, zabójcę Parysa, i syna Achillesa – Neoptolemosa, zabójcę Eurypylosa. Gdy dalsze walki nie przynosiły Achajom zwycięstwa, Odyseusz wymyślił podstęp. Wojsko opuściło wybrzeże Troady, pozostawiając w podarunku Trojanom rzeźbę drewnianego konia, w której ukryli się najlepsi wojownicy. Aby wnieść konia do miasta i ustanowić na placu jako pamiątkę, Trojanie rozebrali część murów. W nocy Achajowie wydostali się z rzeźby, napadli na mieszkańców i spalili miasto.

### Płaszczyzna boska
Bogowie nieustannie ingerowali w życie bohaterów wojny trojańskiej. Ich wprowadzenie do konfliktu miało za zadanie połączenie nieracjonalnych wątków w spójną całość. Przedstawieni przez Homera boscy uczestnicy wojny mieli ludzkie zalety i wady, poszczególni bogowie zostali obdarzeni różnymi cechami indywidualnymi – tak samo żywymi, jak ludzie, w tym licznymi cechami negatywnymi, jak małostkowość, kapryśność, okrucieństwo, niesprawiedliwość.
Zeus przyrzekł Tetydzie, że Achajowie będą przegrywać w wojnie dopóty, dopóki nie wynagrodzą jej synowi Achillesowi krzywdy zadanej przez Agamemnona. Zgodnie z obietnicą Zeus zesłał królowi Teb zwodniczy sen, w którym pokazał bliski upadek Troi. Następnego dnia Agamemnon wystąpił do walki z Trojanami. Gdy jego brat Menelaos już niemal zwyciężył w pojedynku z Parysem, Afrodyta porwała królewicza trojańskiego i natchnęła Pandarosa do wypuszczenia strzały w króla Sparty. Niekiedy interwencja boska w wojnie kończyła się zranieniem bogów: Diomedes dotkliwie zranił Aresa i Afrodytę.
Bogowie nieustannie kłócili się między sobą, oszukiwali i krzywdzili się nawzajem. Z różnych pobudek niektórzy z nich reprezentowali Trojan, inni – Achajów. Zeus nie miał autorytetu moralnego, był słabo zorientowany w sprawach swojego królestwa. Gdy mówił o swojej władzy, powoływał się jedynie na swoją siłę fizyczną. Łatwo go było okłamać, a w decydujących momentach nie wiedział, jak postąpić, także nie można mu było przypisać jednoznacznie strony, po której występował. Przedstawiany był jako bardzo niezdecydowany władca, na przykład, w Iliadzie wysłał Apolla, by ten przywrócił przytomność Hektorowi zranionemu przez Ajasa, a następnie sam go ocucił. Zdaniem Hektora Zeus miał zamiar udzielić pomocy Trojanom w walce o statki, choć z tekstu dzieła to nie wynikało. Zaproponował bogom przyjęcie strony w wojnie wedle własnych upodobań, ale Skamander skierował Achillesa do walki z Trojanami, zakładając, że Zeus już zadecydował o ich porażce.
W otoczeniu Zeusa trwały nieustanne intrygi, często kłótnia wybuchała bez wyraźnych podstaw: zwykłe awantury domowników. Natura bogów była sprzeczna, dla przykładu, Atena w Iliadzie była tak duża i ciężka, że pękł rydwan Diomedesa, gdy na niego weszła. W Odysei natomiast była to troskliwa opiekunka, wobec której Odys nie wykazywał oddawanej zwykle bogom czci. Apollo i Ares byli pozbawieni honoru, za co byli krytykowani przez ludzi.

## Krytyka mitu o wojnie trojańskiej

### Starożytność

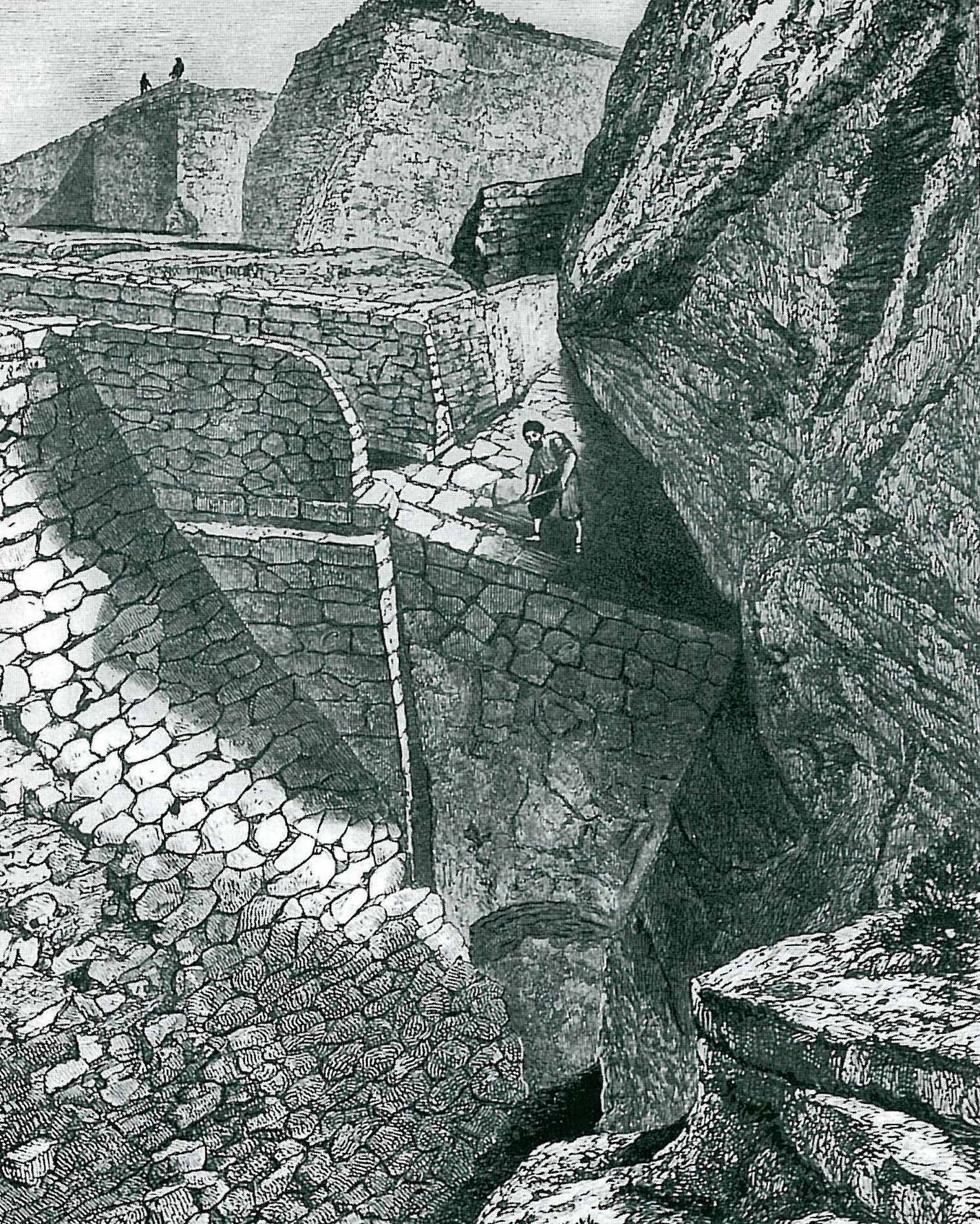
Wykopaliska Schliemanna w Troi (ilustracja do książki Bogowie, groby i uczeni. Powieść o archeologii C.W. Cerama (XIX wiek)

W źródłach starożytnych proponowano różne daty wydarzenia, podważało się opisane w Iliadzie i Odysei fakty, ale ogólnie nie wątpiono w to, że wojna trojańska miała miejsce. Wyjątek stanowił Anaksymander, który zwracał uwagę na to, że brakuje jakichkolwiek dowodów na wydarzenie. Stezychor pisał, że Helena uciekła z Parysem do Egiptu, a do Troi przywieziono tylko jej portret, co stało się pretekstem do rozpętania wojny przez Greków. Podobnego zdania byli Heraklit, Ksenofanes, Herodot i Tukidydes. Herodot krytykował Homera za fabularyzowanie wydarzeń, by nadać im ciekawsze brzmienie, i podawał własną ich wersję. Powołując się na uznane przez siebie za wiarygodne informacje, które uzyskał od kapłanów egipskich, twierdził, że Helena i Parys przebywali w Egipcie. Kochankowie mieli zostać aresztowani przez króla Proteusza za to, że swoim uczynkiem obrazili Menelaosa. Jako przyczynę wojny podawał przekonanie Greków o tym, że Helena przebywa w Ilios. Dopiero po zdobyciu Troi Menelaos znalazł uciekinierkę w Egipcie. Tukidydes, podobnie jak Herodot, uważał, że Homer wyolbrzymił znaczenie wojny trojańskiej.
Dion Chryzostom, autor mowy Troikos, którą rzekomo wygłosił w Ilionie, przekonywał, że Homer to kłamca – ponieważ był patriotą, przypisał zwycięstwo Grekom, a nie Trojanom. W rzeczywistości Helena i Parys przebywali w Egipcie, o czym poinformował go kapłan przy objaśnianiu rysunków w świątyniach egipskich. Mowa Chryzostoma miała właściwy dla jego czasów wydźwięk: zwycięstwo Greków w wojnie trojańskiej nie miało już znaczenia dla Rzymu, natomiast zwycięstwo Ilionu było powodem do dumy. W II wieku Lukian z Samosat w jednej ze swoich polemik już wprost naśmiewał się z wojny.

### Średniowiecze
W wiekach średnich wojnę trojańską, podobnie jak w starożytności, uważano za wydarzenie historyczne. Była jednym z najbardziej popularnych tematów autorów średniowiecznych. O Troi wzmiankowali historycy (Niketas Choniates, Nicefor Gregoras), geografowie wskazywali lokalizację Troi na mapach. Mit o Troi i wojnie trojańskiej pozostawał dla kultury europejskiej mitem archetypicznym i państwotwórczym.

### Nowożytność
Spory o to, czy wojna trojańska miała miejsce, zapoczątkował w 1795 roku Friedrich August Wolf, podważając autorstwo Homera Iliady i Odysei. Filolog uważał, że dzieła są kompilacją współczesnych Homerowi eposów. Teza Wolfa wywołała długoletnie dyskusje i podzieliła środowisko badaczy poezji homeryckiej na dwa obozy. Zwolennicy Wolfa w oparciu o analizy stylu i języka dzieł Homera doszli do wniosku, że pisane one były stopniowo. Nawarstwianie się wątków doprowadziło do powstania dzieł w ich ostatecznym kształcie. Przeciwnicy, zwani w środowisku unitarystów, dowodzili, że Homer był genialnym poetą i jedynym autorem nie tylko Iliady, ale i Odysei.

### XIX wiek
Niemieccy badacze pierwszej połowy XIX wieku prezentowali trzy stanowiska wobec wydarzeń opisanych w wojnie trojańskiej:
1. Homer połączył w swojej poezji historię i mit (Jacob Grimm),
2. dzieła Homera to wyłącznie dzieło literackie (Wilhelm Grimm),
3. Homer przedstawił wydarzenia w formie poematu (Ludwig Uhland)[24].

Kolejna fala sporów o historyczność wydarzeń opisanych przez Homera wezbrała po wykopaliskach Heinricha Schliemanna na wzgórzu Hisarlık (Troja). W 1882 roku Benedikt Niese usiłował udowodnić, że Homer wymyślił historię wojny trojańskiej. Po kolejnych odkryciach Schliemanna – tym razem w Mykenach – dyskusje w środowisku naukowym poszerzyły się o kwestie, czy wojna trojańska i świat zawarty w Iliadzie odzwierciedla czasy epoki brązu, geografię, religię, obyczaje i wojskowość świata mykeńskiego.

### XX wiek
Thomas Allen w 1910 roku stwierdził, że umieszczony w Iliadzie opis wojny to wierszowana kronika. W międzywojniu Engelbert Drerup i Milman Parry zajęli się następującym zagadnieniem: jeśli wojna trojańska miała miejsce w okresie mykeńskim, to jak pamięć o niej przetrwała przez pół tysiąca lat, zanim zostały spisane dzieła Homera. Parry doszedł do wniosku, że podobnie jak południowosłowiańscy pieśniarze, starożytni artyści podczas swoich występów konstruowali na nowo opowieści, improwizując na znany już sobie zestaw motywów.
Po odczytaniu w połowie XX wieku pisma linearnego B okazało się, że zorganizowany i scentralizowany świat mykeński niewiele miał wspólnego z niepiśmiennym i opisanym przez Homera rozbitym na małe państwa społeczeństwem rządzonym przez herosów. W opozycji stał Joachim Latacz, według którego Homer nie mógł mieć aż takiej rozległej wiedzy geograficznej i nie mógłby sporządzić katalogu okrętów bez dostępu do archiwum z wcześniejszego okresu historycznego. Inni badacze próbowali analizować wojnę trojańską na podstawie tekstów hetyckich (Frank Starke) i egipskich. Jednak wzmianki o zachodzących konfliktach w badanych tekstach nie były wystarczające, aby wyciągnąć jednoznaczne wnioski.
Homer nie wymyślił historii o wojnie trojańskiej – wzmianki o niej występują też w tak zwanych eposach cyklicznych, które przedstawiają konflikt z nieco innej perspektywy, niż to ma miejsce u Homera. Nie ma zgodności, kiedy powstały eposy cykliczne, częściowo zostały zredagowane w VII wieku p.n.e., czyli praktycznie w tym samym czasie, co dzieła Homera. Eposy nie miały za zadanie poszerzać przekazu Iliady czy Odysei, a ich forma, treść i styl wskazują, że to są dzieła samodzielne.
Gregor Nágy w 1995 roku zaproponował taki model powstawania opowieści o wojnie trojańskiej:
1. przekaz ustny (II tys. p.n.e.–VIII wiek p.n.e.)
2. dopasowanie eposu Homera do realiów antycznego panhellenizmu (VIII wiek p.n.e.–poł. VI wieku p.n.e.)
3. ostateczna redakcja tekstów (połowa VI wieku p.n.e.–IV wiek p.n.e.)[32]